# تل یال منصورآباد
تل یال منصورآباد مربوط به دوران‌های تاریخی پس از اسلام است و در شهرستان فراشبند، روستای منصورآباد واقع شده و این اثر در تاریخ ۲۵ اسفند ۱۳۷۹ با شمارهٔ ثبت ۳۴۱۲ به‌عنوان یکی از آثار ملی ایران به ثبت رسیده است.